# Edoardo Galimberti
Edoardo Galimberti (Como, 22 luglio 1915 – Sorengo, 29 marzo 1995) è stato un calciatore italiano, di ruolo difensore.

## Carriera

### Club
Giocò a lungo in Serie A con Novara e Milan.

### Nazionale
Il 5 luglio 1936 giocò la sua prima ed unica partita in Nazionale B contro la Svizzera.

## Palmarès

### Club

#### Competizioni nazionali
- Serie B: 2

Novara: 1937-1938, 1947-1948

#### Competizioni regionali
- Coppa Ticino: 1

Chiasso: 1951-1952